# Hans Jacob Debes
Hans Jacob Debes (* 17. Juli 1940 in Gjógv, Färöer; † 26. Januar 2003) war ein färöischer Historiker.
Debes wuchs in dem Dorf Gjógv auf Eysturoy auf und ging dort zur Volksschule. In den Jahren 1955–57 fuhr er auf färöischen Fischkuttern und isländischen Trawlern zur See. 1959 machte er seinen Realschulabschluss in Tórshavn und 1962 sein neusprachliches Abitur.
1970 machte er sein Lehrerexamen für Geschichte und Englisch an der Gelehrten Hochschule in Kopenhagen. In der Folge war er Lehrer am Gymnasium Føroya Studentaskúli, bis er 1986 zum Lektor an der Universität der Färöer berufen wurde. 1986 promovierte er an der Háskóla Íslands mit der Arbeit „Nú er tann stundin ...“ („Jetzt ist die Stunde ...“ bezieht sich auf ein Gedicht von Jóannes Patursson, womit die färöische Nationalbewegung ihren Anfang nahm).  1989 wurde er zum Professor für allgemeine Geschichte an der Universität der Färöer ernannt.
1973–90 war er außerdem Vorstandsmitglied der Volkshochschule der Färöer, 1988–92 des Hauses des Nordens, 1975–78 der färöischen Schulverwaltung, 1988–92, des Landesschulrats, und Vorsitzender des Húsalánsgrunnin (Bausparkasse) 1975–79 und 1989–91.
1986–88 war er auch Abgeordneter des Løgtings für die Republikanische Partei.

## Ehrungen
- 1986 –  Literaturpreis der Färöer für Fachliteratur.

## Werke
- 1969 – Tjóðskaparrørslan og Føringafelagsstíðin. Formæli. Føringatíðindi.
- 1984 – Nú er tann stundin. Tjóðskaparrørsla og sjálvstýrispolitikkur til 1906. Við søguligum baksýni. (Doktorarbeit).
- 1985 – Leitan eftir rótunum. Inngangur til Niels Winther: Færøernes Oldtidshistorie.
- 1987 – Nationale og etniske minoriteter i Norden i 1800- og 1900-tallet. Færøerne. Rapporter til den XX Nordiske Historikerkongres. Reykjavík 1987. ed. Gunnar Karlsson.
- 1990 – Føroya søga 1. Norðurlond og Føroyar, Føroya Skúlabókagrunnur, Tórshavn. (Geschichte der Färöer, Band 1: online)
- 1990 – De døde i livet – de levende døde. Biographie- und Memoirenliteratur im Scheinwerferlicht. Seminar im Haus des Nordens 1989.
- 1990 – Uten etikken befinder vi os let på den forkerte side. Ethik in Politik und Journalistik. Seminar im Haus des Nordens 1990.
- 1991 – Færøerne: Identitetserkendelse og nationalisme i en rigspolitisk periferi. Nordatlantische Vorträge. Seminar im Haus des Nordens 1989.
- 1991 – Trygging í Føroyum. Tryggingarsambandið Føroyar 50 ár. (Festschrift)
- 1991 – Jóannes Patursson. Ein byrjan til eina politiska ævisøgu. (Politische Biografie über Jóannes Patursson)
- 1993 – Politiska søga Føroya 1814-1906. (Politische Geschichte der Färöer 1814–1906)
- 1993 – Ein kvistur spretti... Keldur til politisku søgu Føroya 1800–1906. (Quellen zur politischen Geschichte der Färöer 1800–1906)
- 1993 – Tjóðskaparrørsla. Sum granskingarevni. Føroyar sum dømi. Fróðskaparrit 1992. („Nationalbewegung als Forschungsgebiet, die Färöer als Beispiel“)
- 1993 – Føroyar á bretskum valdaøki fram til fyrra heimskríggj. Frændafundur. Fyrilestrar frá íslendsk-føroyskari ráðstevnu 1992. Reykjavík. („Die Färöer im britischen Machtbereich bis zum Ersten Weltkrieg“, Vorlesung auf der isländisch-färöischen Konferenz 1992)
- 1993 – Problems Concerning the Earliest Settlement in the Faroe Islands. The Viking Age in Caithness, Orkney and the North Atlantic. Ed. Colleen Batey, Judith Jesch and Christoffer Morris. Edinburgh. s. 454–464.
- 1993 – The Faroe Islands. Medieval Scandinavia. An Encyclopedia. Ed. Phillip Pulsiano. New York & London. s. 184–186.
- 1993 – Historia – en översikt. Hasse Schröder: Färöarna – mer än fåglar. Uppsala.
- 1994 – Omkring formationen af en nation. Færøerne som unikt og komparabelt eksempel. Fróðskaparrit.
- 1994 – Ísland – land og ríki. Politiska søga Íslands. (Politische Geschichte Islands)
- 1994 – Ideer og identitet. Færøerne og europæiske tidsbevægelser. Nordisk Historikerkongres. Oslo. Kongresrapport.
- 1994 – Sjórænarar og turkar. („Seeräuber und Türken“)
- 1995 – Føroya søga 2. Skattland og len. Føroya Skúlabókagrunnur, Tórshavn. (Geschichte der Färöer, Band 2: archive.org, google.de)
- 1995 – Nólsoyar-Páll. Maðurin og samtíð hansara. Sosialurin.
- 1995 – Konsul í Føroyum. Umseting og kommentering av Henry Montagu Villiers: Charms of the Consular Career.
- 1995 – On the Formation of a Nation: The Faroe Islands. Ethnicity and Nation Building in the Nordic World. Ed. Sven Tägil. London. s. 63–84.
- 1995 – Færøerne og Norge. En tusindårig forbindelses begyndelse, forløb og afslutning. Norsk Historisk Tidsskrift nr. 1. („Die Färöer und Norwegen“)
- 1995 – Nólsoyar-Páll – der Mann und seine Zeit. Tjaldur. Mitteilungsblatt des Deutsch-Färöischen Freundeskreises. Kiel. nr. 14, s. 14–20 og nr. 15, s. 6–16.
- 1995 – Die Krise der Unselbständigkeit im Nordatlantik. Tjaldur. Mitteilungsblatt des Deutsch-Färöischen Freundeskreises. Kiel. nr. 14, s. 7–13.
- 2000 – Føroya søga 3. Frá kongligum einahandli til embætisveldi. Føroya Skúlabókagrunnur, Tórshavn. (Geschichte der Färöer, Band 3: online)
- 2000 – Hin lærdi skúlin í Havn, Sprotin.
- 2000 – Bretskur konsul í Føroyum, Sprotin.
- 2001 – Færingernes land – Historien om den færøeske nutids oprindelse, Multivers. („Das Land der Färinger - Die Geschichte des Ursprungs der färöischen Gegenwart“)